# Campeonato Europeo Sub-17 de la UEFA 2020
El Campeonato de Europa Sub-17 de la UEFA 2020 sería la décima novena edición de este torneo organizado por la UEFA (38.ª edición si también se incluyera la era Sub-16) y se realizaba en Estonia. Participaban 55 países, incluye a Estonia (anfitriona), además de Inglaterra y España, quienes se habían incorporan directamente en la ronda élite por tener mejor coeficiente.
El torneo final estaba originalmente programado para jugarse entre el 21 de mayo y el 6 de junio de 2020. Después de haber sido pospuesto inicialmente debido a la pandemia de COVID-19, la UEFA anunció el 1 de abril de 2020 que el torneo había sido cancelado.

## Clasificación
Las 55 naciones de la UEFA entraron en la competencia, y con el anfitrión Estonia clasificándose automáticamente, los otros 54 equipos compitieron en la competencia clasificatoria para determinar los 15 lugares restantes en el torneo final. La competición clasificatoria consta de dos rondas: la ronda clasificatoria, que tiene lugar en el otoño de 2019, y la ronda de élite, que tiene lugar en la primavera de 2020.

### Equipos clasificados
Los siguientes equipos se clasificaron para el torneo final.
Nota: Todas las estadísticas de aparición incluyen solo la era Sub-17 (desde 2002).
| Equipo       | Método de calificación | Apariciones | Última aparición | Mejor rendimiento anterior |
| ------------ | ---------------------- | ----------- | ---------------- | -------------------------- |
| Estonia      | Sede                   | 1           | –                | Debut                      |
| Bandera de ? | Ganador Grupo 1        |             |                  |                            |
| Bandera de ? | Ganador Grupo 2        |             |                  |                            |
| Bandera de ? | Ganador Grupo 3        |             |                  |                            |
| Bandera de ? | Ganador Grupo 4        |             |                  |                            |
| Bandera de ? | Ganador Grupo 5        |             |                  |                            |
| Bandera de ? | Ganador Grupo 6        |             |                  |                            |
| Bandera de ? | Ganador Grupo 7        |             |                  |                            |
| Bandera de ? | Ganador Grupo 8        |             |                  |                            |
| Bandera de ? | Mejor segundo          |             |                  |                            |
| Bandera de ? | Mejor segundo          |             |                  |                            |
| Bandera de ? | Mejor segundo          |             |                  |                            |
| Bandera de ? | Mejor segundo          |             |                  |                            |
| Bandera de ? | Mejor segundo          |             |                  |                            |
| Bandera de ? | Mejor segundo          |             |                  |                            |
| Bandera de ? | Mejor segundo          |             |                  |                            |

## Sedes
El torneo originalmente se iba a celebrar en ocho sedes.
- A. Le Coq Arena, Tallin (3 partidos en los Grupos A / B, cuartos de final, semifinales, final)
- Estadio Kadriorg, Tallin (4 partidos en los Grupos A / B, semifinal)
- Estadio Haapsalu, Haapsalu (2 partidos en los Grupos A / B)
- Rakvere Stadium, Rakvere (3 partidos en los Grupos A / B, cuartos de final)
- Tamme Stadium, Tartu (3 partidos en los Grupos C/D, cuartos de final)
- Estadio Viljandi, Viljandi (3 partidos en los Grupos C/D)
- Tehvandi Sports Center, Otepää (3 partidos en los Grupos C/D, cuartos de final)
- Estadio Võru, Võru (3 partidos en los Grupos C / D)

## Fase de grupos

### Grupo A
| Equipo       | Pts | PJ | PG | PE | PP | GF | GC | Dif |
| ------------ | --- | -- | -- | -- | -- | -- | -- | --- |
| Estonia (H)  | 0   | 0  | 0  | 0  | 0  | 0  | 0  | 0   |
| Bandera de ? | 0   | 0  | 0  | 0  | 0  | 0  | 0  | 0   |
| Bandera de ? | 0   | 0  | 0  | 0  | 0  | 0  | 0  | 0   |
| Bandera de ? | 0   | 0  | 0  | 0  | 0  | 0  | 0  | 0   |

### Grupo B
| Equipo       | Pts | PJ | PG | PE | PP | GF | GC | Dif |
| ------------ | --- | -- | -- | -- | -- | -- | -- | --- |
| Bandera de ? | 0   | 0  | 0  | 0  | 0  | 0  | 0  | 0   |
| Bandera de ? | 0   | 0  | 0  | 0  | 0  | 0  | 0  | 0   |
| Bandera de ? | 0   | 0  | 0  | 0  | 0  | 0  | 0  | 0   |
| Bandera de ? | 0   | 0  | 0  | 0  | 0  | 0  | 0  | 0   |

### Grupo C
| Equipo       | Pts | PJ | PG | PE | PP | GF | GC | Dif |
| ------------ | --- | -- | -- | -- | -- | -- | -- | --- |
| Bandera de ? | 0   | 0  | 0  | 0  | 0  | 0  | 0  | 0   |
| Bandera de ? | 0   | 0  | 0  | 0  | 0  | 0  | 0  | 0   |
| Bandera de ? | 0   | 0  | 0  | 0  | 0  | 0  | 0  | 0   |
| Bandera de ? | 0   | 0  | 0  | 0  | 0  | 0  | 0  | 0   |

### Grupo D
| Equipo       | Pts | PJ | PG | PE | PP | GF | GC | Dif |
| ------------ | --- | -- | -- | -- | -- | -- | -- | --- |
| Bandera de ? | 0   | 0  | 0  | 0  | 0  | 0  | 0  | 0   |
| Bandera de ? | 0   | 0  | 0  | 0  | 0  | 0  | 0  | 0   |
| Bandera de ? | 0   | 0  | 0  | 0  | 0  | 0  | 0  | 0   |
| Bandera de ? | 0   | 0  | 0  | 0  | 0  | 0  | 0  | 0   |

## Fase Final

### Cuadro de desarrollo
|  | Cuartos de final | Cuartos de final |              |              | Semifinales | Semifinales |  |  | Final | Final |
|  |                  |                  |              |              |             |             |  |  |       |       |
|  |                  |                  |              |              |             |             |  |  |       |       |
|  |                  |                  |              |              |             |             |  |  |       |       |
|  | Bandera de ?     |                  |              |              |             |             |  |  |       |       |
|  |                  |                  |              |              |             |             |  |  |       |       |
|  | Bandera de ?     |                  |              |              |             |             |  |  |       |       |
|  | Bandera de ?     |                  |              |              |             |             |  |  |       |       |
|  |                  |                  |              |              |             |             |  |  |       |       |
|  |                  | Bandera de ?     |              |              |             |             |  |  |       |       |
|  | Bandera de ?     |                  |              |              |             |             |  |  |       |       |
|  |                  |                  |              |              |             |             |  |  |       |       |
|  | Bandera de ?     |                  |              |              |             |             |  |  |       |       |
|  | Bandera de ?     |                  |              |              |             |             |  |  |       |       |
|  |                  |                  |              |              |             |             |  |  |       |       |
|  |                  | Bandera de ?     |              |              |             |             |  |  |       |       |
|  | Bandera de ?     |                  |              |              |             |             |  |  |       |       |
|  |                  |                  |              |              |             |             |  |  |       |       |
|  | Bandera de ?     |                  |              |              |             |             |  |  |       |       |
|  | Bandera de ?     |                  | Tercer lugar | Tercer lugar |             |             |  |  |       |       |
|  | Bandera de ?     |                  |              |              |             |             |  |  |       |       |
|  |                  | Bandera de ?     |              |              |             |             |  |  |       |       |
|  | Bandera de ?     |                  | Bandera de ? |              |             |             |  |  |       |       |
|  | Bandera de ?     |                  |              |              |             |             |  |  |       |       |
|  | Bandera de ?     |                  |              | Bandera de ? |             |             |  |  |       |       |
|  | Bandera de ?     |                  |              | Bandera de ? |             |             |  |  |       |       |
|  |                  |                  |              |              |             |             |  |  |       |       |
|  |                  |                  |              |              |             |             |  |  |       |       |

## Transmisión
- Armenia - ARMTV
- Francia - TF1, Canal+
- Italia - RAI
- Rusia - VGTRK
- Reino Unido - BBC